# Hippoporella kurilensis
Hippoporella kurilensis is een mosdiertjessoort uit de familie van de Hippoporidridae. De wetenschappelijke naam van de soort is voor het eerst geldig gepubliceerd in 1979 door Gontar.